# Villages japonais de l'époque d'Edo
Les villages japonais de l'époque d'Edo (村, mura) sont des unités administratives auto-administrées, dirigées par le chef de village (庄屋, shōya). Les villages sont taxés comme unités, le chef du village étant responsable de l'imposition. Les impôts sont payés en riz, souvent 40 à 50 % de la récolte. L'ensemble de la communauté est punie pour un crime d'un de ses membres.
Avant l'époque d'Edo, les samouraïs administrent les villages mais, durant la chasse aux épées, ils sont placés devant un choix : abandonner leur épée et leur statut et rester sur leur terre en tant que paysan ou vivre dans une ville château (城下町, jōkamachi) comme obligés rémunérés du daimyos.
Les villages sont également des unités de fabrication : dans l'ouest du Japon, des industries artisanales se développent, chaque famille du village reprenant une étape du processus de production.